# AlbaStar
AlbaStar S.A., más conocida como AlbaStar.es (IATA: AP, OACI: LAV, e indicativo ALBASTAR), es una compañía aérea española que realiza actividades regulares, chárter y wet-lease.

## Historia
La compañía aérea española Albastar nace en 2009 gracias a la iniciativa de empresarios italianos y británicos, con el objetivo de proporcionar servicios de transporte aéreo bajo petición, en colaboración con los principales turoperadores españoles, italianos y europeos.
El 30 de julio de 2010 Albastar obtuvo el Certificado de Operador Aéreo (AOC-E-106) y la Licencia para el ejercicio del transporte de pasajeros y mercancías. Al día siguiente despegaba el primer avión de la flota, el Boeing 737-400 EC-LAV bautizado “Pino D’Urso”, en homenaje al fundador de la compañía, comenzando así su actividad de vuelo.
En 2014 se inaugura la base operacional en el Aeropuerto de Milán Malpensa. Gracias a la colaboración con los principales turoperadores especializados en peregrinaciones y viajes religiosos, Albastar ha conseguido imponerse como compañía aérea europea líder en las conexiones hacia Lourdes, con vuelos desde varios aeropuertos europeos. Precisamente hacia este destino empezó en 2015 la actividad de línea regular de la compañía.
En el 2019 Albastar ha obtenido la certificación International Operational Safety Audit (IOSA) y se he convertida en miembro de IATA (International Air Transport Association): esto significa que sus métodos de trabajo garantizan estándares operacionales y de seguridad aún más elevados. Como miembro de AIRE, la organización internacional que representa a las compañías aéreas en Europa, Albastar colabora activamente con otras empresas del sector en búsqueda de la eficiencia y el desarrollo colectivo de la aviación.

## Flota

### Flota actual
La flota de AlbaStar está compuesta solamente por aeronaves Boeing 737NG.
| Aeronaves      | En servicio | Pedidos | Pasajeros (clase única)                            | Matrículas                                         | Antigüedad                                         |
| -------------- | ----------- | ------- | -------------------------------------------------- | -------------------------------------------------- | -------------------------------------------------- |
| Boeing 737-800 | 5           | —       | 189                                                | EC-NAB                                             | 24,4 años                                          |
| Boeing 737-800 | 5           | —       | 189                                                | EC-MTV «Eden»                                      | 24,2 años                                          |
| Boeing 737-800 | 5           | —       | 189                                                | EC-NGC «Santa María de Lluc»                       | 23,5 años                                          |
| Boeing 737-800 | 5           | —       | 189                                                | EC-MUB «Piso D'Urso»                               | 21,3 años                                          |
| Boeing 737-800 | 5           | —       | 189                                                | EC-NLK                                             | 21 años                                            |
| Total          | 5           | —       | Edad media de la flota (junio de 2024): 22,9 años. | Edad media de la flota (junio de 2024): 22,9 años. | Edad media de la flota (junio de 2024): 22,9 años. |

### Flota histórica
| Aeronaves       | Total | Introducido | Retirado | Matrículas                                      |
| --------------- | ----- | ----------- | -------- | ----------------------------------------------- |
| Airbus A320-200 | 1     | 2016        | 2016     | YL-LCT                                          |
| Boeing 737-400  | 4     | 2010        | 2022     | EC-LAV, EC-LKB (carga), EC-LNC, EC-LTG y EC-MFS |

## Polémica
En septiembre de 2022 la compañía se vio envuelta en una polémica al publicarse un vídeo de una pasajera usuaria de silla de ruedas arrastrándose por el pasillo del avión al no querer la tripulación ayudarla a ir al baño, argumentando que los pasajeros minusválidos deberían usar pañales. La compañía a su vez alegó no estar obligada por normativa a tener sillas de pasillo en sus aviones. El vídeo dio la vuelta al mundo y causó la indignación de miles de personas.